# Eurométropole Tour 2014
L'Eurométropole Tour 2014 est la 74e édition de l'Eurométropole Tour, auparavant nommée Circuit franco-belge jusqu'en 2010, puis Tour de Wallonie picarde en 2011. La course fait partie du calendrier UCI Europe Tour 2014 en catégorie 2.1.

## Présentation

### Équipes
Classé en catégorie 2.1 de l'UCI Europe Tour, l'Eurométropole Tour est par conséquent ouvert aux UCI ProTeams dans la limite de 50 % des équipes participantes, aux équipes continentales professionnelles, aux équipes continentales et, éventuellement, à des équipes nationales.
Vingt-quatre équipes participent à cette édition : onze équipes ProTeams (Lotto-Belisol, Omega Pharma-Quick-Step, Belkin, Europcar, FDJ.fr, Garmin-Sharp, Giant-Shimano, Katusha, Orica-GreenEDGE, Tinkoff-Saxo, Trek Factory Racing), six équipes continentales professionnelles (Topsport Vlaanderen-Baloise, Wanty-Groupe Gobert, Bretagne-Séché Environnement, Cofidis, IAM, MTN-Qhubeka) et sept équipes continentales (Color Code-Biowanze, T.Palm-Pôle Continental Wallon, Vastgoedservice-Golden Palace Continental, Veranclassic-Doltcini, Verandas Willems, Wallonie-Bruxelles et Roubaix Lille Métropole).

### Classement général

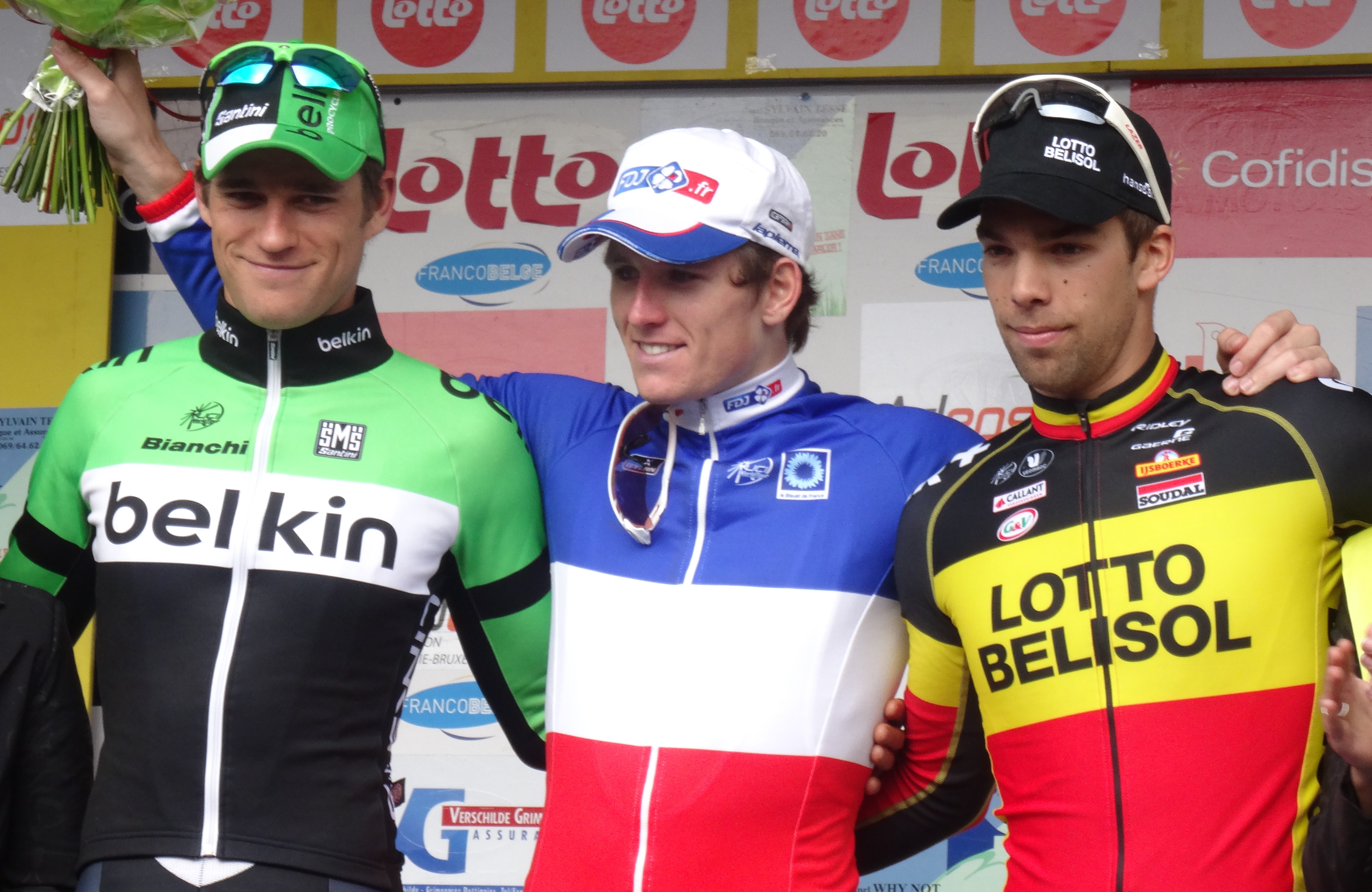
Podium de l'édition 2014 de l'Eurométropole Tour : Theo Bos (3e), Arnaud Démare (1er) et Jens Debusschere (2e).

## Déroulement de la course

### 1reétape
| Classement de l'étape | Classement de l'étape | Classement de l'étape | Classement de l'étape | Classement de l'étape |
|                       | Coureur               | Pays                  | Équipe                | Temps                 |
| --------------------- | --------------------- | --------------------- | --------------------- | --------------------- |
| 1er                   | Arnaud Démare         | France                | FDJ.fr                | en 4 h 18 min 36 s    |
| 2e                    | Adrien Petit          | France                | Cofidis               | m.t.                  |
| 3e                    | Jens Keukeleire       | Belgique              | Orica-GreenEDGE       | m.t.                  |
| 4e                    | Tyler Farrar          | États-Unis            | Garmin-Sharp          | m.t.                  |
| 5e                    | Danny van Poppel      | Pays-Bas              | Trek Factory Racing   | m.t.                  |
| modifier              |                       |                       |                       |                       |

| Classement général | Classement général | Classement général | Classement général          | Classement général |
|                    | Coureur            | Pays               | Équipe                      | Temps              |
| ------------------ | ------------------ | ------------------ | --------------------------- | ------------------ |
| 1er                | Arnaud Démare      | France             | FDJ.fr                      | en 4 h 18 min 26 s |
| 2e                 | Adrien Petit       | France             | Cofidis                     | + 4 s              |
| 3e                 | Jens Keukeleire    | Belgique           | Orica-GreenEDGE             | + 6 s              |
| 4e                 | Jan Ghyselinck     | Belgique           | Wanty-Groupe Gobert         | + 7 s              |
| 5e                 | Edward Theuns      | Belgique           | Topsport Vlaanderen-Baloise | + 7 s              |
| modifier           |                    |                    |                             |                    |

### 2eétape
| Classement de l'étape | Classement de l'étape | Classement de l'étape | Classement de l'étape | Classement de l'étape |
|                       | Coureur               | Pays                  | Équipe                | Temps                 |
| --------------------- | --------------------- | --------------------- | --------------------- | --------------------- |
| 1er                   | Arnaud Démare         | France                | FDJ.fr                | en 3 h 46 min 28 s    |
| 2e                    | Jens Debusschere      |                       |                       | m.t.                  |
| 3e                    | Theo Bos              |                       |                       | m.t.                  |
| 4e                    | Ramon Sinkeldam       | États-Unis            | Garmin-Sharp          | m.t.                  |
| 5e                    | Tyler Farrar          |                       |                       | m.t.                  |
| modifier              |                       |                       |                       |                       |

| Classement général | Classement général  | Classement général | Classement général | Classement général |
|                    | Coureur             | Pays               | Équipe             | Temps              |
| ------------------ | ------------------- | ------------------ | ------------------ | ------------------ |
| 1er                | Arnaud Démare       | France             | FDJ.fr             | en 8 h 4 min 44 s  |
| 2e                 | Jonas Van Genechten |                    |                    | + 12 s             |
| 3e                 | Theo Bos            |                    |                    | + 12 s             |
| 4e                 | Jens Debusschere    |                    |                    | + 14 s             |
| 5e                 | Jens Keukeleire     | Belgique           | Orica-GreenEDGE    | + 16 s             |
| modifier           |                     |                    |                    |                    |

### 3eétape
| Classement de l'étape | Classement de l'étape | Classement de l'étape | Classement de l'étape | Classement de l'étape |
|                       | Coureur               | Pays                  | Équipe                | Temps                 |
| --------------------- | --------------------- | --------------------- | --------------------- | --------------------- |
| 1er                   | Theo Bos              | '                     | '                     | en 3 h 47 min 54 s    |
| 2e                    | Jens Debusschere      |                       |                       | m.t.                  |
| 3e                    | Arnaud Démare         | France                | FDJ.fr                | m.t.                  |
| 4e                    | Jens Keukeleire       | Belgique              | Orica-GreenEDGE       | m.t.                  |
| 5e                    | Ramon Sinkeldam       |                       |                       | m.t.                  |
| modifier              |                       |                       |                       |                       |

| Classement général | Classement général  | Classement général | Classement général | Classement général  |
|                    | Coureur             | Pays               | Équipe             | Temps               |
| ------------------ | ------------------- | ------------------ | ------------------ | ------------------- |
| 1er                | Arnaud Démare       | France             | FDJ.fr             | en 11 h 52 min 34 s |
| 2e                 | Theo Bos            |                    |                    | + 6 s               |
| 3e                 | Jens Debusschere    |                    |                    | + 12 s              |
| 4e                 | Morgan Lamoisson    |                    |                    | + 15 s              |
| 5e                 | Jonas Van Genechten |                    |                    | + 16 s              |
| modifier           |                     |                    |                    |                     |

### 4eétape
|  | Coureur | Pays | Équipe | Temps | modifier | modifier | modifier | modifier | modifier |

## Classements finals

### Classements annexes

#### Classement par points
| Classement par points | Classement par points | Classement par points | Classement par points | Classement par points |
| --------------------- | --------------------- | --------------------- | --------------------- | --------------------- |
|                       | Coureur               | Pays                  | Équipe                | Point(s)              |
| 1er                   | Arnaud Démare         | France                | FDJ.fr                | 91 points             |
| 2e                    | Jens Debusschere      | Belgique              | Lotto-Belisol         | 60 pts                |
| 3e                    | Theo Bos              | Pays-Bas              | Belkin                | 47 pts                |
| modifier              |                       |                       |                       |                       |

#### Classement du meilleur grimpeur
| Classement du meilleur grimpeur | Classement du meilleur grimpeur | Classement du meilleur grimpeur | Classement du meilleur grimpeur | Classement du meilleur grimpeur |
| ------------------------------- | ------------------------------- | ------------------------------- | ------------------------------- | ------------------------------- |
|                                 | Coureur                         | Pays                            | Équipe                          | Point(s)                        |
| 1er                             | Tom Dernies                     | Belgique                        | Wallonie-Bruxelles              | 60 points                       |
| 2e                              | Jack Bauer                      | Nouvelle-Zélande                | Garmin-Sharp                    | 32 pts                          |
| 3e                              | Jonathan Dufrasne               | Belgique                        | Wallonie-Bruxelles              | 22 pts                          |
| modifier                        |                                 |                                 |                                 |                                 |

#### Classement du meilleur jeune
| Classement du meilleur jeune | Classement du meilleur jeune | Classement du meilleur jeune | Classement du meilleur jeune | Classement du meilleur jeune |
|                              | Coureur                      | Pays                         | Équipe                       | Temps                        |
| ---------------------------- | ---------------------------- | ---------------------------- | ---------------------------- | ---------------------------- |
| 1er                          | Arnaud Démare                | France                       | FDJ.fr                       | en 15 h 5 min 21 s           |
| 2e                           | Jens Debusschere             | Belgique                     | Lotto-Belisol                | + 16 s                       |
| 3e                           | Jens Keukeleire              | Belgique                     | Orica-GreenEDGE              | + 25 s                       |
| modifier                     |                              |                              |                              |                              |

#### Classement par équipes
| Classement par équipes | Classement par équipes | Classement par équipes | Classement par équipes | Classement par équipes |
|                        | Coureur                | Pays                   | Équipe                 | Temps                  |
| ---------------------- | ---------------------- | ---------------------- | ---------------------- | ---------------------- |
| modifier               |                        |                        |                        |                        |

### UCI Europe Tour
Cet Eurométropole Tour attribue des points pour l'UCI Europe Tour 2014, par équipes seulement aux coureurs des équipes continentales professionnelles et continentales, individuellement à tous les coureurs sauf ceux faisant partie d'une équipe ayant un label ProTeam.
| Position           | 1er | 2e | 3e | 4e | 5e | 6e | 7e | 8e | 9e | 10e | 11e | 12e |
| Classement général | 80  | 56 | 32 | 24 | 20 | 16 | 12 | 8  | 7  | 6   | 5   | 3   |
| Par étape          | 16  | 11 | 6  | 5  | 4  | 2  |    |    |    |     |     |     |
| Leader, par étape  | 8   |    |    |    |    |    |    |    |    |     |     |     |